# Ramal do Seixal
O Ramal do Seixal é um troço ferroviário encerrado, que ligava as estações do Seixal e do Barreiro, em Portugal. Este troço foi inaugurado em 29 de Julho de 1923 e encerrado em 1969. Foi a única parte concluída do planeado Ramal de Cacilhas, que tinha como finalidade unir o Barreiro a Cacilhas, onde seria construído uma estação intermodal, que servisse os transportes ferroviário e fluvial, de forma semelhante à do Barreiro. A via férrea não foi além do Seixal por motivos técnicos e económicos. Subsistem as estações e partes do leito de via e de uma ponte, no troço entre o Barreiro e o Seixal.

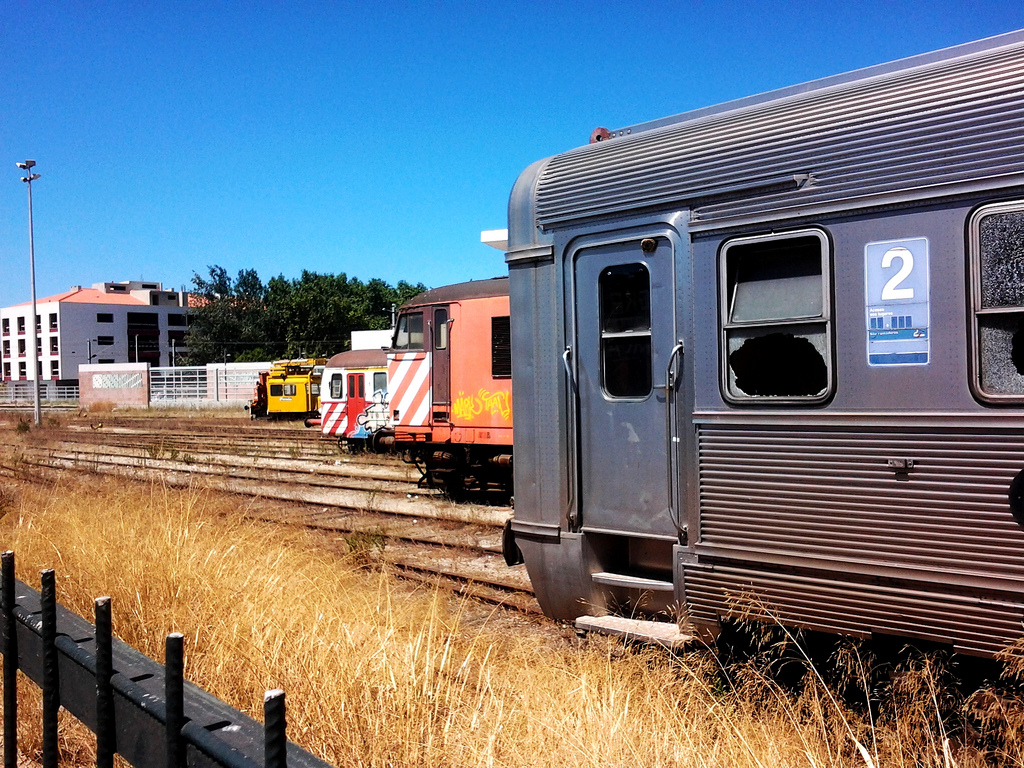
Apeadeiro de Barreiro-A, em 2011.

## Caracterização

### Material circulante
Os primeiros serviços no ramal eram normalmente mistos de passageiros e mercadorias, compostos por carruagens e vagões rebocados por locomotivas a vapor, e por automotoras a vapor Borsig. Mais tarde, passaram a circular as automotoras da Série 0100, a gasóleo. No ramal também circularam as motoras da Série 1150, que rebocavam comboios de passageiros entre Barreiro-A e Seixal.

### Ponte do Seixal
A principal infra-estrutura deste ramal foi a Ponte Ferroviária do Seixal, que transportava a via férrea sobre o Rio Coina, com um tabuleiro levadiço.

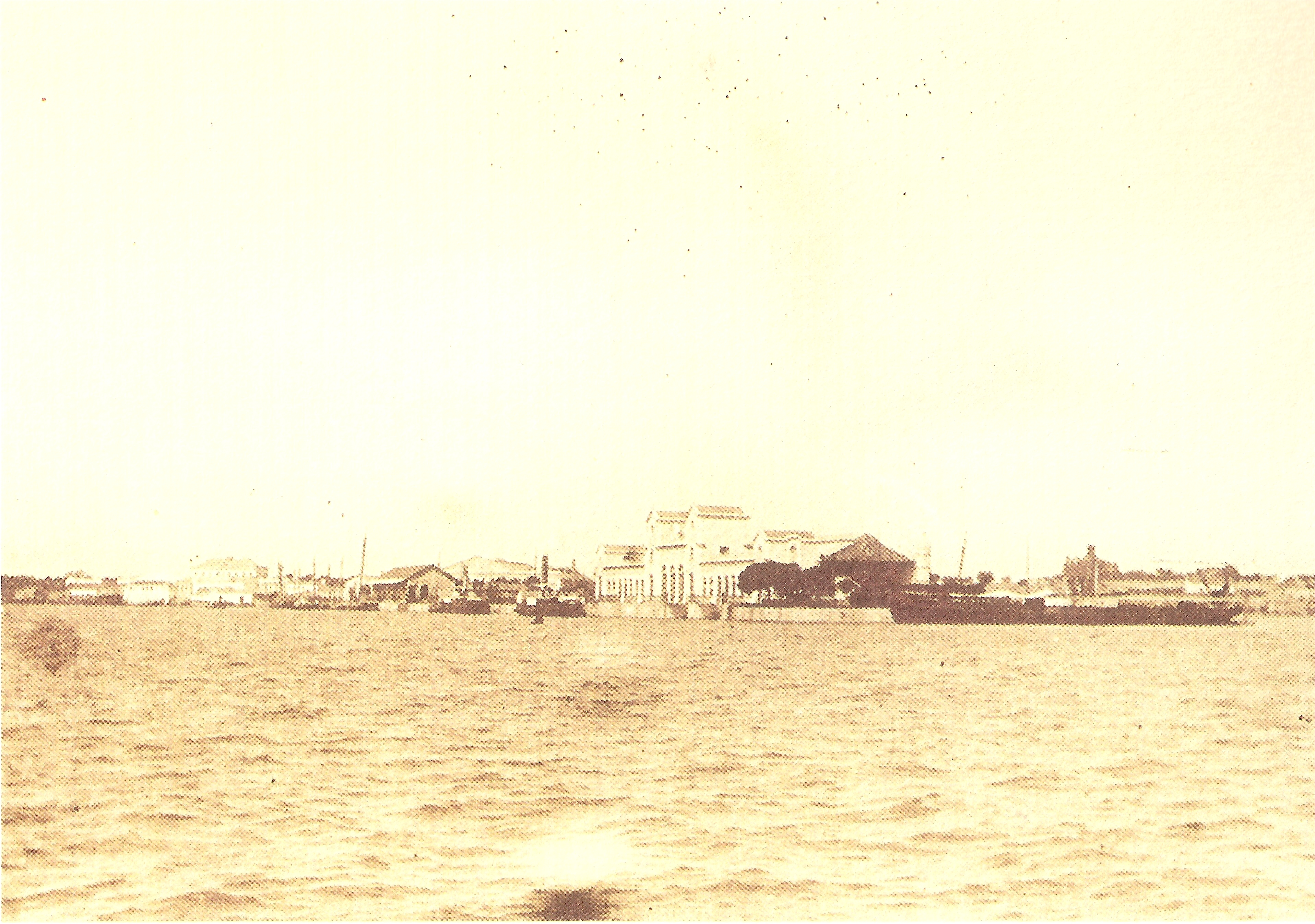
Estação do Barreiro, nos finais do século XIX.

## História

### Antecedentes
A estação do Barreiro entrou ao serviço em 15 de Junho de 1857, como terminal da futura rede ferroviária no Sul do país e ligação aos serviços fluviais com Lisboa, tendo sido posteriormente mudada para um local mais próximo do cais. Ainda no século XIX, reconheceu-se que a forma como as ligações entre a capital e a rede do Sul e Sueste dependerem do uso de embarcações era pouco eficiente, além que a estação do Barreiro não tinha condições suficientes para acudir de forma eficiente ao movimento de passageiros e mercadorias, e sofria de várias deficiências nas suas infra-estruturas e nos seus serviços. Assim, começou-se a planear a construção de uma ponte ferroviária entre as duas margens do Rio Tejo, tendo a primeira proposta sido apresentada pelo engenheiro Miguel Pais, cuja ponte iria ligar o Montijo aos Grilos, unindo a Linha do Alentejo à Linha do Norte. Posteriormente, os engenheiros Bartissol, Théophile Seyrig e Proença Vieira fizeram uma proposta semelhante, mas com a ponte a iniciar-se em Cacilhas. Esta proposta foi recusada devido a vários motivos, incluindo a defesa do porto e a natureza sísmica da zona, tendo estudos ulteriores voltado a considerar o Montijo como ponto Sul da ponte. Porém, esta obra nunca chegou a ser feita devido aos custos proibitivos. Em 1904, foi construída a Linha de Vendas Novas, que cruzava o Rio Tejo pela Ponte Rainha D. Amélia, junto a Santarém. Embora este caminho de ferro ligasse as Linhas do Norte e do Alentejo, situava-se demasiado longe de Lisboa, além que não estava preparada para o excesso de tráfego que a ligação entre as duas margens iria acarretar.

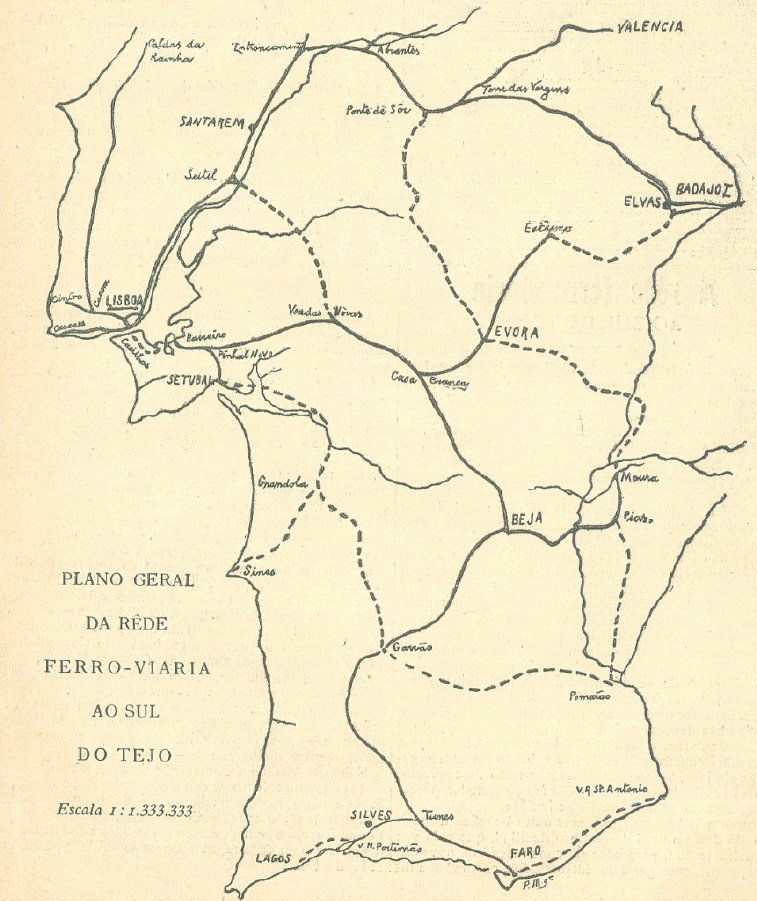
Mapa do Plano Geral da Rede Ferroviária ao Sul do Tejo, decretado em 1902. Um dos troços planeados é o ramal entre o Barreiro e Cacilhas.

### Discussão e planeamento
Devido à falta de soluções alternativas, decidiu-se que a melhor forma de facilitar as ligações entre as duas margens era através de um novo terminal ferroviário e fluvial, situado em Cacilhas. Este terminal permitiria um transporte rápido até à capital a qualquer momento do dia ou da noite, e iria resolver vários problemas de comunicação entre as margens do Rio Tejo, que estavam a provocar a desertificação na Margem Sul. Já a pensar na ligação ferroviária a Cacilhas, a Parçaria dos Vapores Lisbonenses, empresa responsável pelo transporte fluvial, encomendou entre 1902 e 1903 barcos capazes de transportar composições ferroviárias e outros veículos.
A construção de um troço entre o Barreiro e Cacilhas foi inicialmente estudada em 1890 pelo engenheiro Manuel F. da Costa Serrão. Na sessão dos deputados de 18 de Janeiro de 1897, Costa Pinto interrogou o governo sobre este empreendimento, tendo o ministro das Obras Públicas respondido que já tinham sido concluídos os estudos, que preconizavam um troço com cerca de 40 Km, com um orçamento de 900 contos de réis. Revelou igualmente que já tinha consultado o Conselho Superior de Obras Públicas, que aconselhou a realização de novos estudos para um novo traçado, de forma a reduzir os custos por quilómetro, uma vez que tal despesa era considerada muito elevada, especialmente considerando as condições precárias em que se encontravam as finanças nacionais, além que o ramal não era prioritário. O governo concordou com o parecer do Conselho Superior, tendo ordenado a realização de estudos para um novo traçado, que nessa altura ainda estavam a decorrer. Em meados desse ano, o ministro da Fazenda apresentou uma proposta para o arrendamento das redes ferroviárias do estado, onde deveria ser posta em concurso a construção e exploração de vários troços. No caso da rede do Sul e Sueste, um dos ramais cuja construção deveria ser posta em concurso era o Barreiro ou das proximidades até Cacilhas, devendo o custo quilométrico ser inferior a 25:000$000. Ainda se chegou a dar uma concessão para a construção deste troço, mas esta foi anulada pouco tempo depois.
Este lanço foi inserido, com o nome de Ramal de Cacilhas, no Plano da Rede ao Sul do Tejo, documento apresentado em 15 de Maio de 1899. Era considerado de grande importância devido aos elevados tráfego e rendimento previstos, e por permitir uma ligação mais linear entre Lisboa e a Linha do Sado, que iria abranger a localidade de Setúbal e a zona do Vale do Rio Sado. (posteriormente, o antigo troço desta linha foi integrado na Linha do Sul). Uma lei de 14 de Julho desse ano classificou a linha de Cacilhas como um das prioritárias a construir com os recursos do Fundo Especial de Caminhos de Ferro, decisão que foi novamente confirmada por um decreto de 27 de Novembro de 1902. Em 1 de Julho de 1901, foi publicada uma portaria que autorizou o conselho de administração dos Caminhos de Ferro do Estado a iniciar a construção do primeiro lanço do Ramal de Cacilhas, entre a Estação do Barreiro e a margem direita da Ribeira de Coina, tendo o concurso já sido aberto em Setembro.

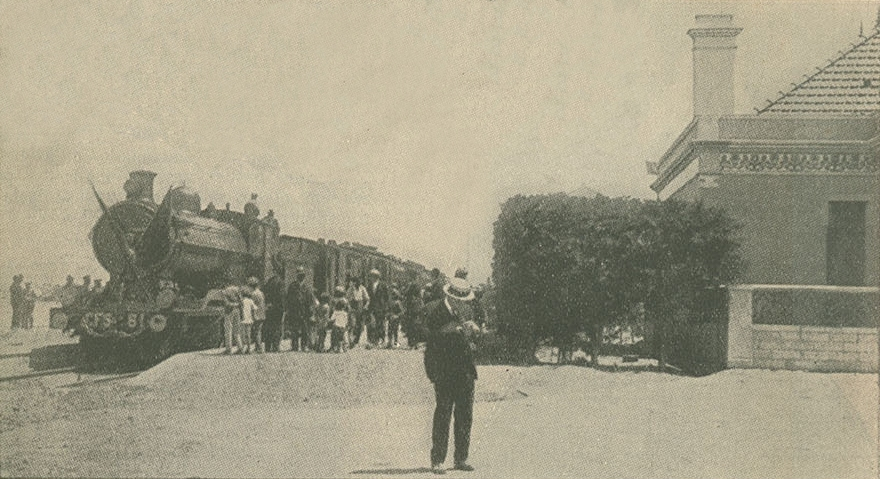
Inauguração do Ramal do Seixal.

### Construção e inauguração
Em 11 de Outubro de 1901, iniciaram-se as obras de construção do ramal para Cacilhas.
Em Abril de 1902, durante uma reunião do Conselho de Administração das Obras Públicas, o ministro das Obras Públicas, Manuel Francisco Vargas, conferenciou sobre a construção de várias ligações ferroviárias, incluindo o Ramal de Cacilhas. Um decreto publicado a 19 de Junho do mesmo ano determinou que os estudos e construção da rede complementar fossem divididos em duas secções, sendo a primeira responsável pelo planeamento e construção de uma ligação ferroviária entre Barreiro e Cacilhas. Ainda neste ano, também se procedeu à abertura da concessão para a construção da ligação entre o Pinhal Novo e Cacilhas, que levou à realização de obras de expansão e de remodelação na Estação do Barreiro, de modo a minimizar os efeitos da prevista redução do tráfego.
O primeiro plano para este troço, da autoria do engenheiro Serrão, foi apresentado ainda em 1902, tendo os planos correspondentes aos segundo e terceiro lanços sido elaborados em 31 de Dezembro do mesmo ano. Estes planos foram bastante complicados de elaborar, uma vez que o percurso planeado atravessava dois esteiros em condições difíceis, enquanto que a estação de Cacilhas teria de ter condições para permitir um transbordo rápido e económico de passageiros e mercadorias, especialmente minérios, entre os transportes fluvial e ferroviário. Por outro lado, na localização das infraestruturas também teriam de se ter em conta as as servidões de pesca locais, de forma a manter boas relações com as populações nas margens. Com efeito, os esteiros a atravessar eram utilizados como ancoradouro para as embarcações da pesca do bacalhau, pelo que a navegabilidade teria de ser assegurada na construção das pontes. O terminal em Cacilhas seria constituído por vários cais de embarque e desembarque abrigados para barcos de pequeno e grande calados de grande capacidade, um embarcadouro especial para minérios, terraplenos para mercadorias, várias vias para manobras, uma estação, e um canal para a Cova da Piedade. O percurso iria igualmente incluuir ma paragem em Alfeite.
Em Fevereiro de 1903, foi apresentado, ao Conselho Superior de Obras Públicas, o plano do engenheiro Serrão para os segundo e terceiro lanços da ligação a Cacilhas, tendo sido aprovado em Junho. Na festa que marcou o início dos trabalhos na Linha do Sado, em Abril desse ano, o engenheiro José Fernando de Sousa sublinhou a necessidade de terminar a construção do Ramal de Cacilhas. O autor foi louvado pela sua eficiência na elaboração dos planos para a linha, segundo um comunicado do governo de 1 de Julho. A 11 de Julho, um comunicado oficial do Paço aprovou os planos para os segundo e terceiro troços do Ramal de Cacilhas, embora tenha apontado algumas alterações, especialmente em termos de prazos e orçamentos. Um comunicado do Conselho de Administração da companhia dos Caminhos de Ferro do Estado, datado de 21 de Outubro, previu que o concurso para a construção do ramal fosse aberto brevemente, e destinou a quantia de 60 000 réis para este empreendimento. Entretanto, em 1904 abriu a Linha de Vendas Novas, que criou concorrência ao troço entre o Barreiro e Vendas Novas; por este e outros motivos, deu-se um novo impulso ao desenvolvimento dos caminhos de ferro na Margem Sul, incluindo a continuação da via férrea até Cacilhas. Assim, uma portaria de 6 de Novembro de 1909 ordenou a abertura do concurso para a empreitada deste troço.
Em meados de 1912, foi realizado um empréstimo de 2400 contos para a conclusão das linhas do Sado e de Cacilhas. Em 1 de Setembro de 1914, já estava a ser montado o último tramo da ponte ferroviária, e em Dezembro desse ano estava concluída a linha até ao Seixal. Em Novembro de 1917, já estavam concluídas as estações do Seixal e do Barreiro-Terra.
A Lei 675, de 11 de Abril de 1917, autorizou o governo a conceder à companhia dos Caminhos de Ferro do Estado um suprimento de 400 000 escudos para a continuação das obras de construção de várias linhas, incluindo o Ramal de Cacilhas. O financiamento para as obras também foi assegurado pela lei 731, de 5 de Julho do mesmo ano.
Em 31 de Agosto de 1918, um decreto do Secretário de Estado do Comércio, Joaquim Mendes do Amaral, ressalva a importância da conclusão das linhas assinaladas na lei de 1917, de modo a reduzir os efeitos da crise económica que o país atravessava, e evitar os prejuízos decorrentes da paralisação destes empreendimentos. A 1 de Julho de 1923, o troço entre o Seixal e o Barreiro foi considerado pronto a ser inaugurado, após a Administração das Estradas e Turismo ter feito uma vistoria. Em 29 de Julho de 1923, este troço foi inaugurado e aberto à exploração pública, com serviços entre o Lavradio e Seixal.

### Transição para a CP
Em 11 de Abril de 1927, os Caminhos de Ferro do Estado foram integrados na Companhia dos Caminhos de Ferro Portugueses.

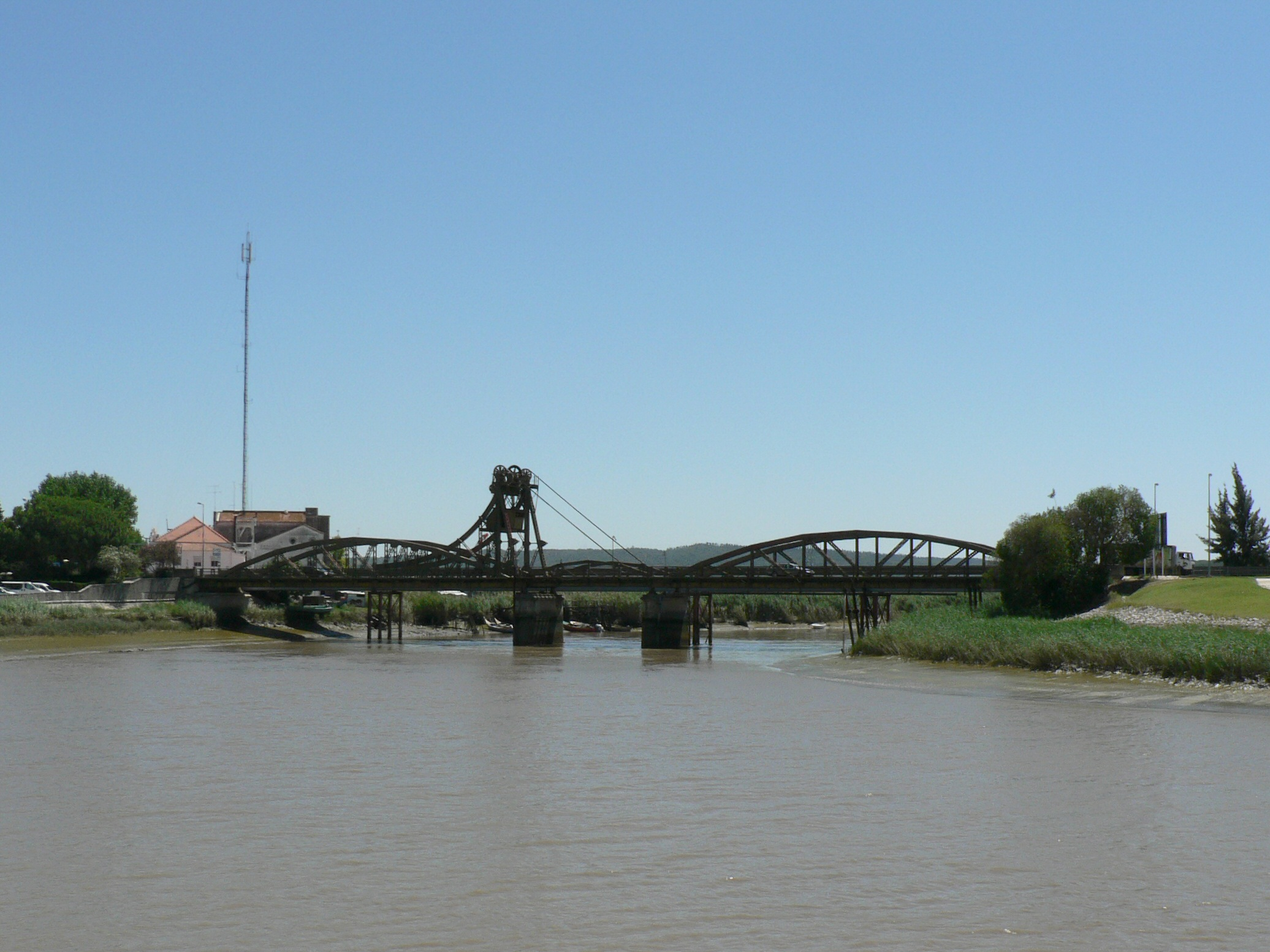
Ponte rodoviária da EN253, junto a Alcácer do Sal.

### Cancelamento do troço até Cacilhas
Pouco tempo após a inauguração, e tendo-se já iniciado a construção de uma ponte sobre o Rio Judeu, as obras cessaram quando chegaram a Alfeite, uma vez que o terreno naquela área não era suficientemente estável para assentar a via. No ano seguinte, tiveram lugar várias reuniões, assistidas pelas Comissões Administrativas de Seixal e de Almada e a Câmara Municipal de Almada, entre outras entidades, no sentido de terminar a ligação ferroviária até Cacilhas; resolveram dirigir-se ao Ministro do Comércio e Comunicações, que prometeu ocupar-se daquele assunto.
Em Novembro de 1932, o troço foi visitado por uma comissão oficial, tendo-se discutido o facto de a linha nunca poder ser construída devido à construção do Arsenal do Alfeite e os problemas que a conclusão da travessia sobre o Rio Judeu iria trazer para a navegação fluvial; o ministro das Obras Públicas e Comunicações, Duarte Pacheco, ao verificar o estado de degradação em que se encontravam as pontes, decidiu que os tabuleiros da ponte sobre o Rio Judeu deveriam ser aproveitados na construção da ponte rodoviária da Estrada Nacional 253 sobre o Rio Sado, junto a Alcácer do Sal, que foi inaugurada em 1945.
Um diploma do Ministério das Comunicações, publicado no Diário do Governo n.º 9, II Série, de 12 de Janeiro de 1949, determinou que fosse nomeada uma comissão para estudar os problemas que existiam em prolongar a linha desde o Seixal até Cacilhas. O facto de o ramal não ter passado do Seixal foi criticado pelo jornalista Carlos Manitto Torres num artigo de 1958 na Gazeta dos Caminhos de Ferro, onde afirmou que, caso a via férrea tivesse alcançado Cacilhas, teria sido de grande importância do ponto de vista económico, social, militar e turístico.

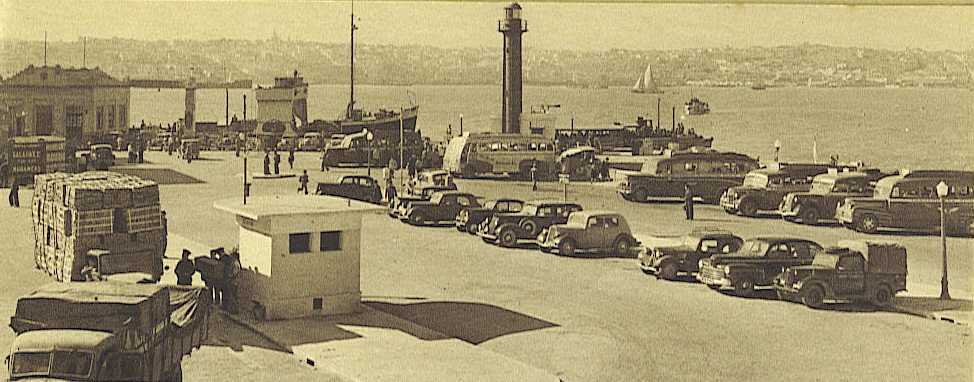
Cais de Cacilhas em 1950.

### Declínio e encerramento
Desde o início da exploração, o rendimento deste troço foi posto em causa, devido a horários desadequados e à concorrência do transporte fluvial, que provocavam um baixo volume no transporte de passageiros e de mercadorias. Ainda assim, era transportada uma grande variedade de mercadorias, nos regimes de Grande e Pequena Velocidades, destacando-se os produtos agrícolas e florestais, e os géneros alimentícios.
Em 30 de Maio de 1933, os serviços de passageiros no Ramal do Seixal passam a ser feitos por via rodoviária, permanecendo apenas dois comboios de mercadorias diários. Nesse ano, a Comissão Administrativa do Fundo Especial de Caminhos de Ferro autorizou que fossem construídos dois muros de revestimento, para reforço do aterro na linha. Em 1936, foi consertado o troço móvel da ponte do Seixal, que tinha caído ao rio. No Relatório e Contas da gerência do Fundo Especial de Caminhos de Ferro de 1938, ainda se registou a despesa de 1115 $ na construção do troço entre Seixal e Cacilhas. Em 20 de Junho de 1940, a Companhia dos Caminhos de Ferro Portugueses modificou todos os horários dos comboios no Ramal de Cacilhas, que passaram a ter todos início em Barreiro-A.
Segundo a Gazeta dos Caminhos de Ferro de 16 de Dezembro de 1968, já se estava a preparar o encerramento do ramal, devido à situação deficitária da sua exploração, e os problemas relacionados com a travessia do Rio Coina. Com efeito, a ponte era um obstáculo aos barcos com origem e destino na Siderurgia Nacional, cujo cais se situava a Sul da ponte, que só podiam passar quando a ponte estava levantada, além que o frequente movimento fluvial estava a causar problemas físicos nas partes móveis e nos pilares daquela estrutura. Em terceiro lugar, a sua natureza móvel exigia elevados custos de manutenção e exploração. A Companhia dos Caminhos de Ferro Portugueses propôs a construção de um ramal da Azinheira até à Siderurgia, mas este alvitre foi recusado pela administração daquele complexo industrial, devido principalmente às previsões de que o ramal não iria ser suficiente para suprir todas as necessidades da Siderurgia, continuando a ser necessário utilizar embarcações. Por outro lado, já estava a ser planeada a instalação da via férrea entre Lisboa e a Margem Sul, utilizando o tabuleiro inferior da Ponte Salazar, e podia-se construir uma ligação até à Siderurgia a partir da nova linha, em melhores condições do que a partir do Ramal do Seixal. Com efeito, no mapa elaborado pelo Gabinete da Ponte Salazar, então responsável pela instalação do caminho de ferro na ponte, já estava indicada a ligação à siderurgia nacional, mas não constava o Ramal do Seixal. A Companhia dos Caminhos de Ferro já tinha previsto a realização de serviços fluviais entre o Barreiro e o Seixal, que se iniciariam depois do ramal ser encerrado.

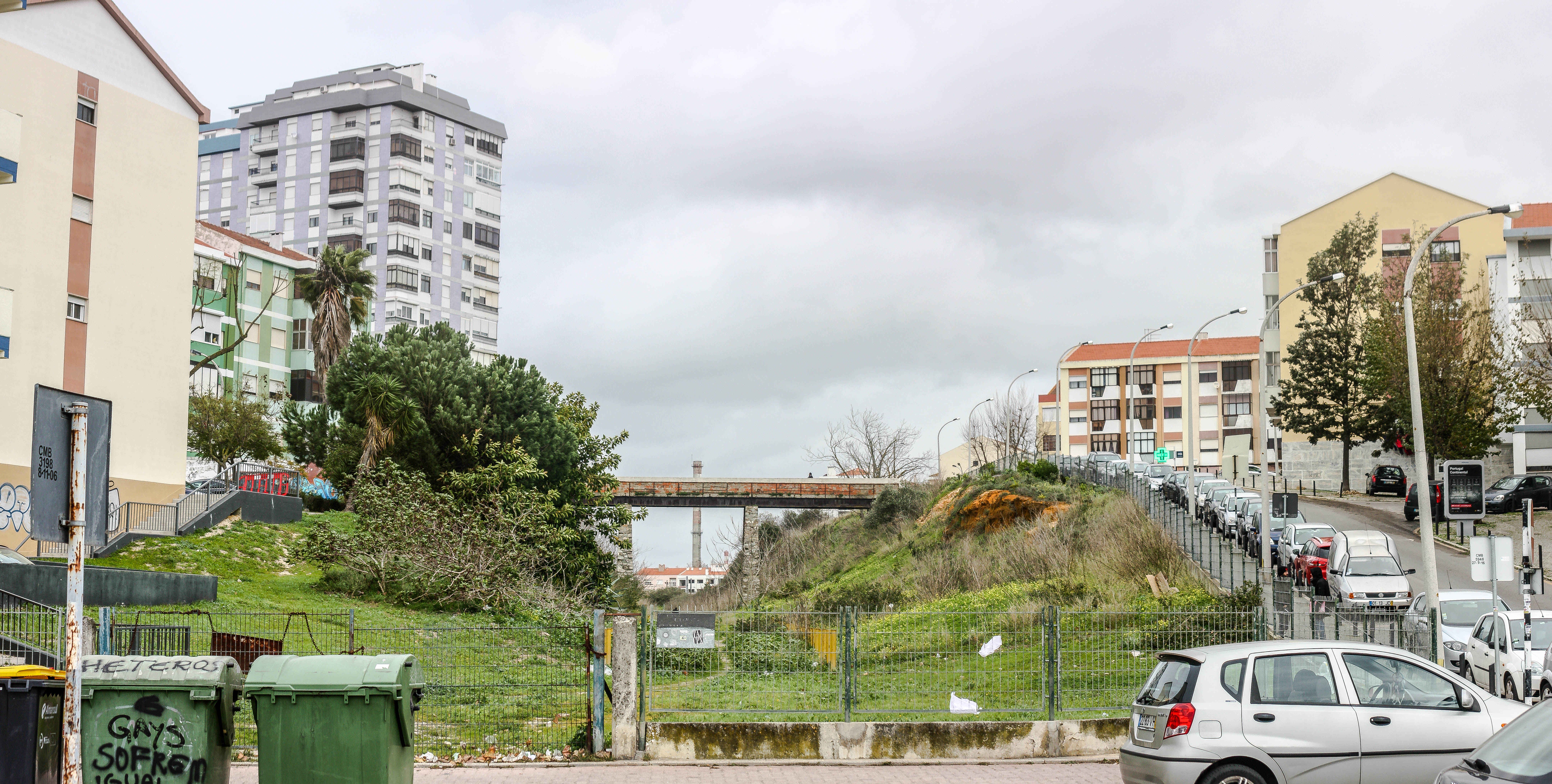
Canal do Ramal do Seixal, no Barreiro.

O Decreto-Lei número 48.939, de 27 de Março de 1969, desclassificou o Ramal do Seixal, e o tráfego foi suspenso após a Ponte ferroviária do Seixal, sobre a foz do Rio Coina, ter sido danificada numa colisão com o navio Alger, a 18 de Setembro do mesmo ano.

### Ligação planeada a Sesimbra e Caparica
Durante o mandato de António Cardoso Avelino na Pasta das Obras Públicas, no século XIX, foi proposta uma linha de Cacilhas a Sesimbra, plano que ainda chegou a ser expandido para Setúbal, mas que foi cancelado em 1937. Em 1892, foi pedida autorização para construir uma linha do tipo americano entre Cacilhas e a Costa de Caparica. Em 1933, o Ministério das Obras Públicas e das Comunicações abriu um concurso para a construção de uma linha entre Cacilhas e a Costa da Caparica.

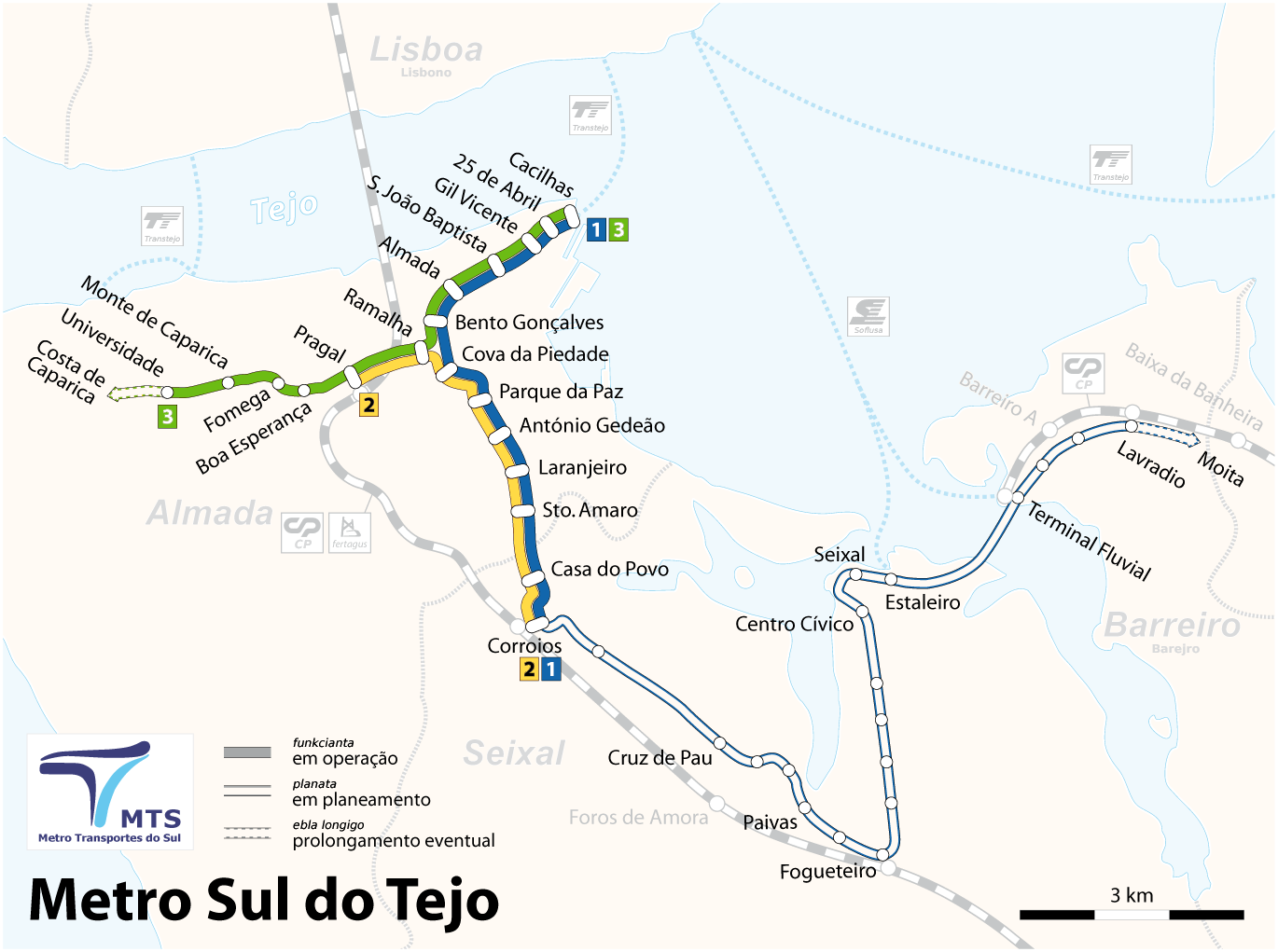
Rede do Metro Sul do Tejo.

### Século XXI
Está em estudo o prolongamento da rede do Metro Sul do Tejo até ao Lavradio (e eventualmente à Moita), passando por Fogueteiro e Barreiro, e utilizando no troço Seixal-Barreiro o traçado do Ramal do Seixal; o seu eventual prolongamento à Caparica a partir da presente término “Universidade” é essencialmente idêntico à Linha Cacilhas-Caparica,[carece de fontes?] planeada na década de 1930.
Como vestígios da operação original, o antigo edifício da estação do Seixal estava ocupado pela Cruz Vermelha Portuguesa, em dados de 2002, enquanto que a bilheteira da estação da Azinheira foi recuperada e integrada nas instações do Instituto Hidrográfico, em dados de 2010.
Desde o encerramento da ponte ferroviária, em 1969, deixou de existir uma ligação directa entre o Seixal e o Barreiro, tendo desde então sido apresentadas várias propostas para a construção de uma ponte naquele local. Por exemplo, em 2017 foi planeada uma ponte para peões e ciclistas, que no entanto não avançou devido às restrições apontadas pela administração do Porto de Lisboa, e posteriormente alvitrou-se a instalação de uma ponte rodoferroviária, que seria parte da rede do Metro Sul do Tejo. Em Julho de 2025, o governo anunciou que estava a planear a instalação de uma ponte entre o Barreiro e o Seixal, no âmbito do programa de obras da Terceira Travessia do Tejo.